# قرع (روستا)
 قرع  (در عربی:  اَلقرَع )
نام روستایی است در دهستان القرعة از توابع استان رَیمه در کشور یمن در شبه جزیره عربستان.

## جمعیت
جمعیت آن (۴۵ ) نفر (۴ خانوار) می‌باشد.